# Haworthiopsis coarctata
A Haworthiopsis coarctata, korábban Haworthia coarctata az egyszikűek (Liliopsida) osztályának spárgavirágúak (Asparagales) rendjébe, ezen belül a fűfafélék (Asphodelaceae) családjába tartozó faj.
A Haworthiopsis nemzetség típusfaja.

## Előfordulása
A Haworthiopsis coarctata eredeti előfordulási területe a Dél-afrikai Köztársaságbeli Kelet-Fokföld (Eastern Cape). Manapság sikeresen betelepítették Mexikóba is. A meleg éghajlatokon parkokban, a hűvösebb tájakon pedig botanikuskertekben és szobanövényként közkedvelt dísznövény.

## Változatai, alakjai
- Haworthiopsis coarctata var. adelaidensis (Poelln.) M.B.Bayer - a törzsváltozathoz képest hosszabbak és keskenyebbek a levelei
- Haworthiopsis coarctata var. coarctata - törzsváltozat
- Haworthiopsis coarctata f. chalwinii Haw. - a levelei szokatlanul szélesek
- Haworthiopsis coarctata f. greenii (Baker) M.B.Bayer - a majdnem dudor nélküli levelei simák
- Haworthiopsis coarctata f. tenuis (G.G.Sm.) M.B.Bayer - a szárai keskenyek és levelei vékonyak

## Megjelenése
Ez a növényfaj a természetes élőhelyén, nagy csoportokban nő. A hosszú szárát számos pozsgás levél borítja. A levelei általában sötétzöld színűek, azonban ha nagy napsütés éri, akkor lilásvörös árnyalatot kapnak.
Gyakran összetévesztik a nála keletebbre élő Haworthiopsis reinwardtiival. A Haworthiopsis coarctatanak a másikhoz képest, kisebb, simább és domborúbb dudorai vannak a levelein. A levelei szélesebbek és vastagabbak a rokonáéhoz képest.

## Képek

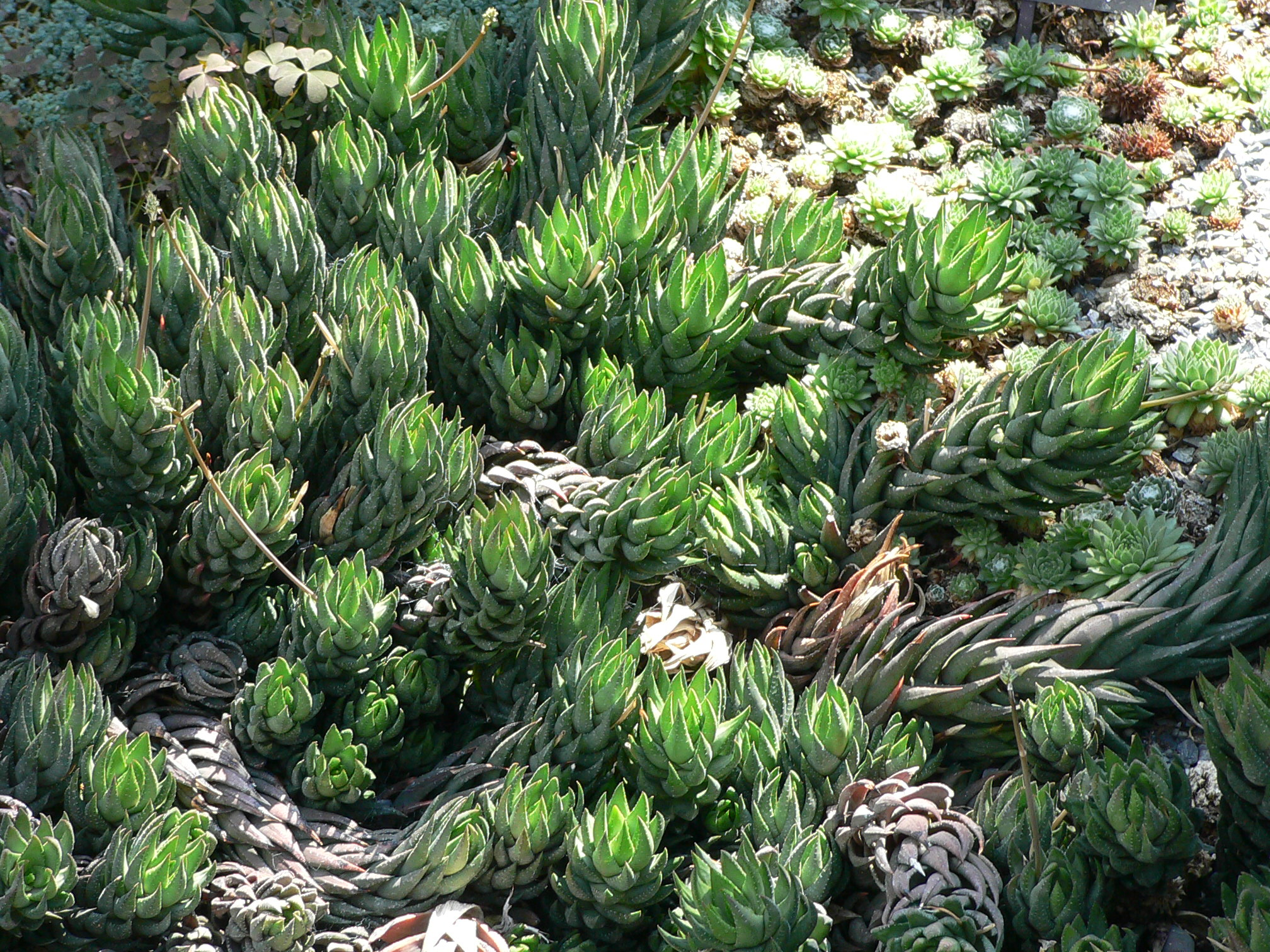
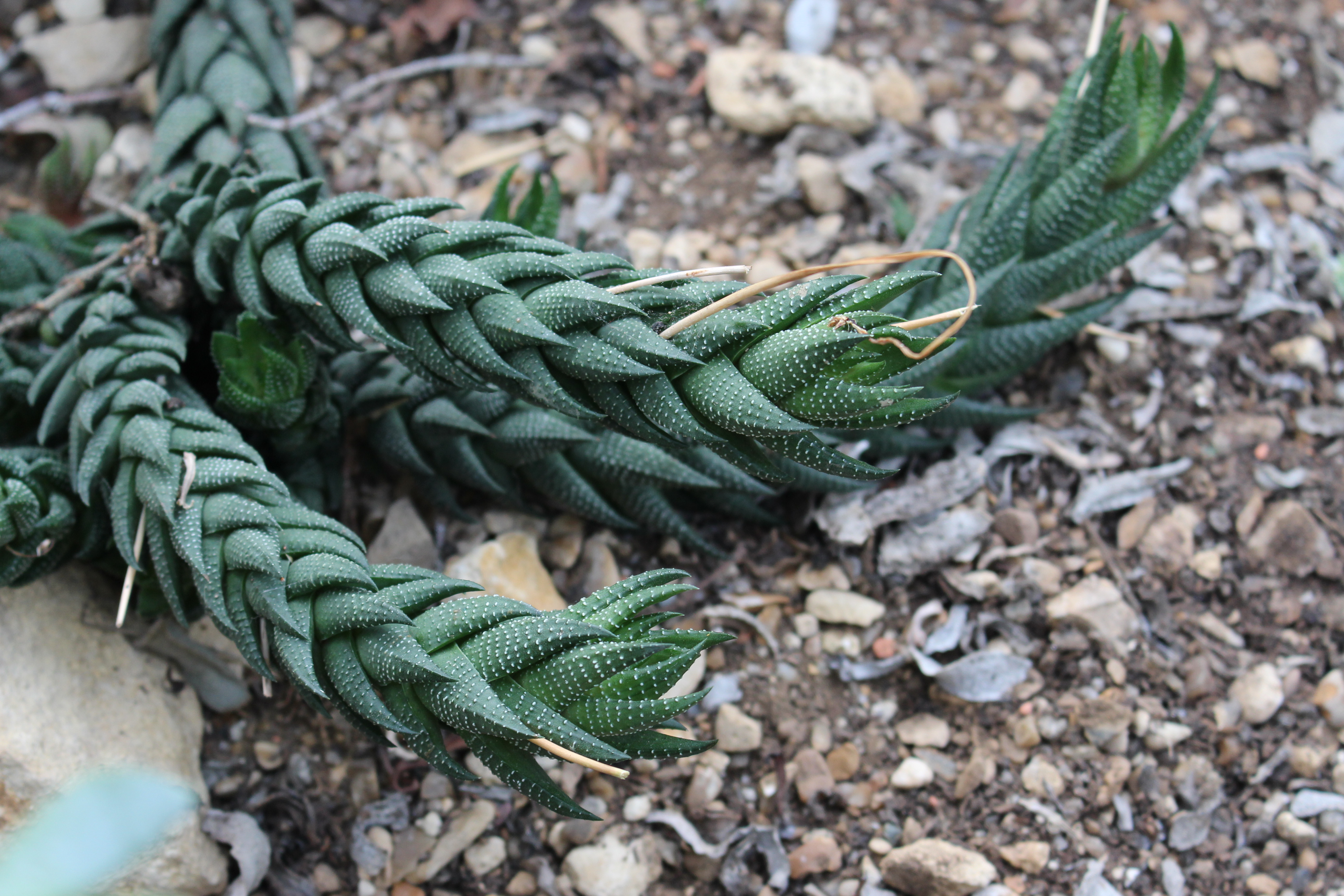
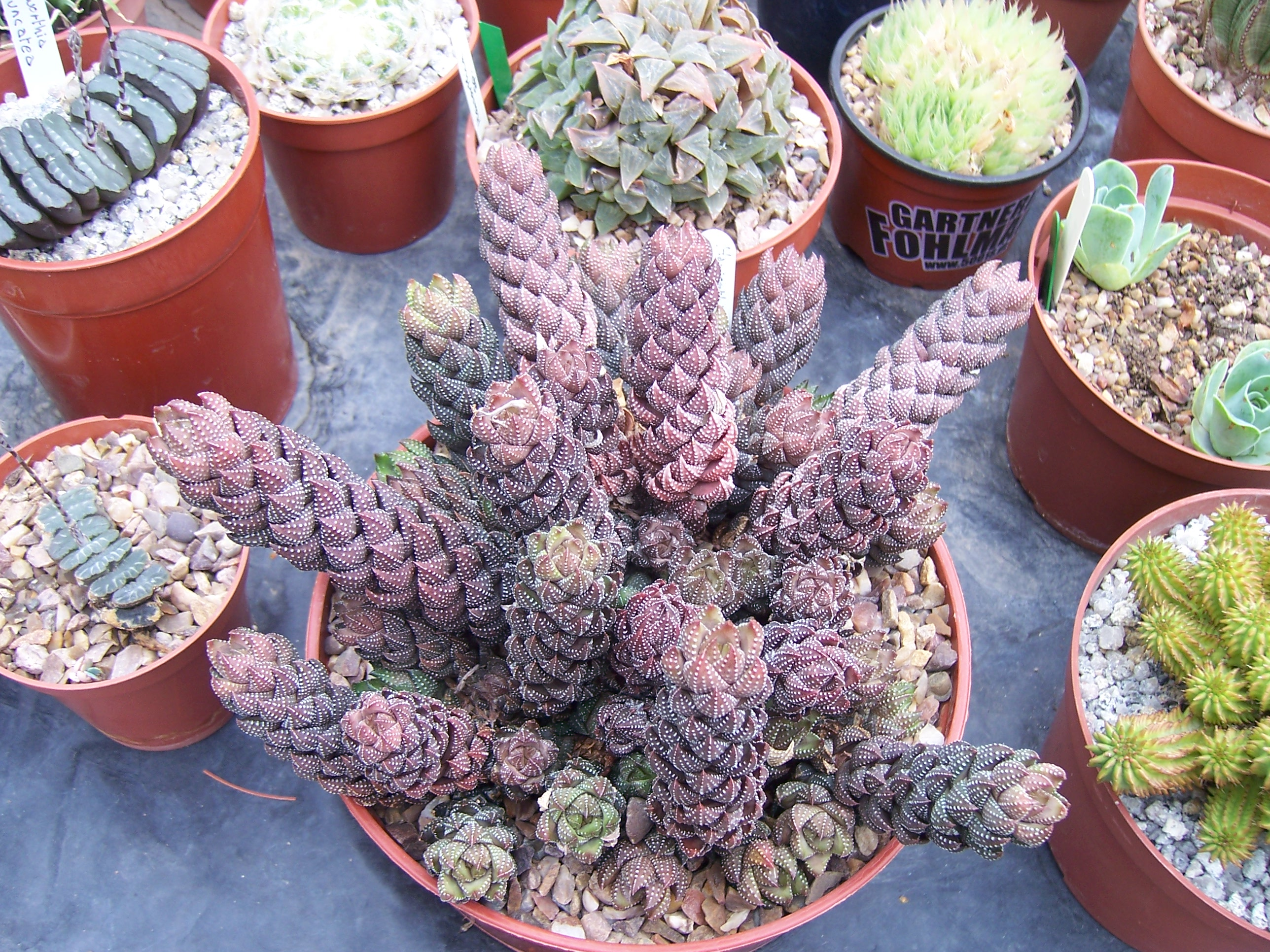
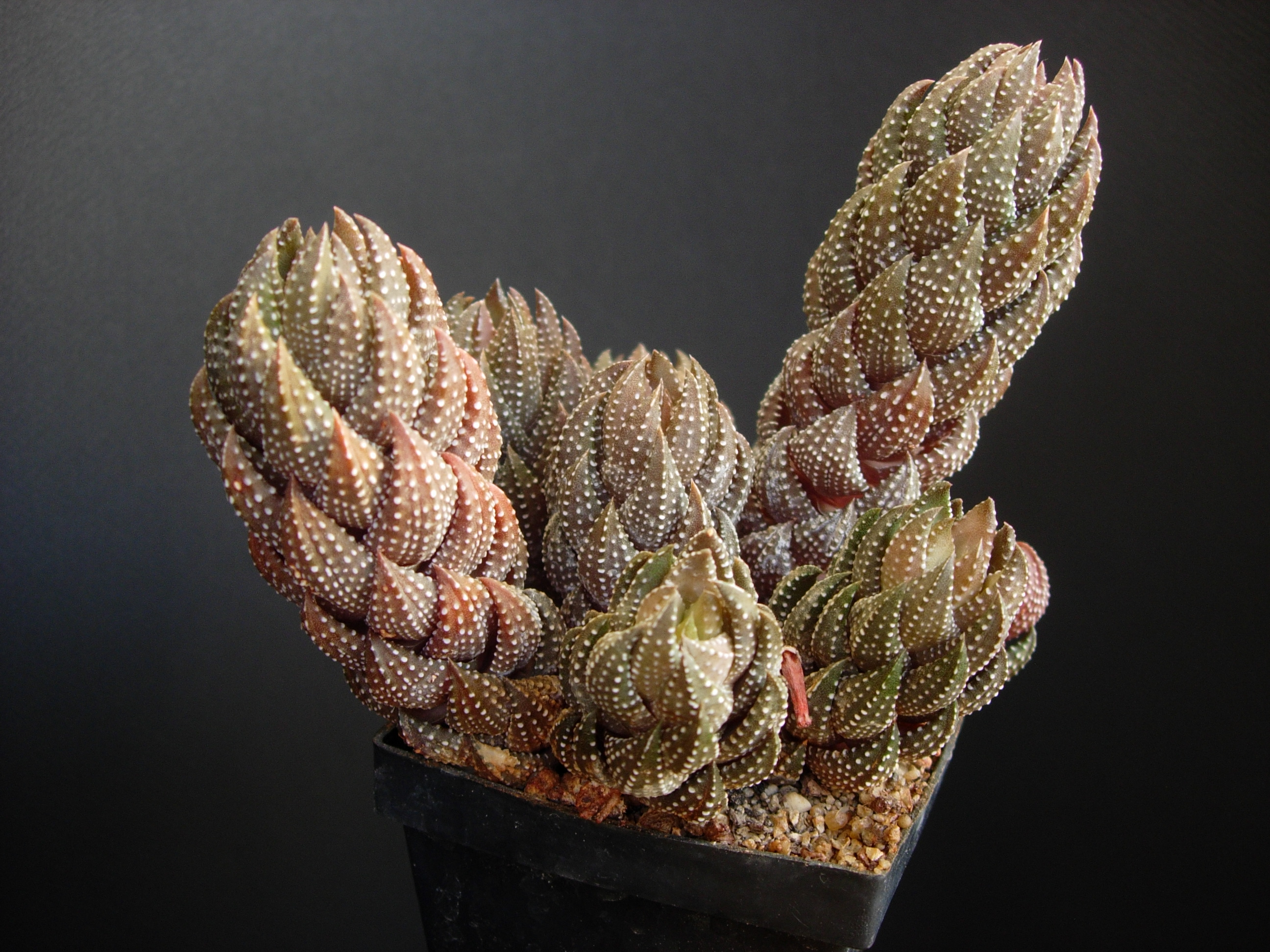
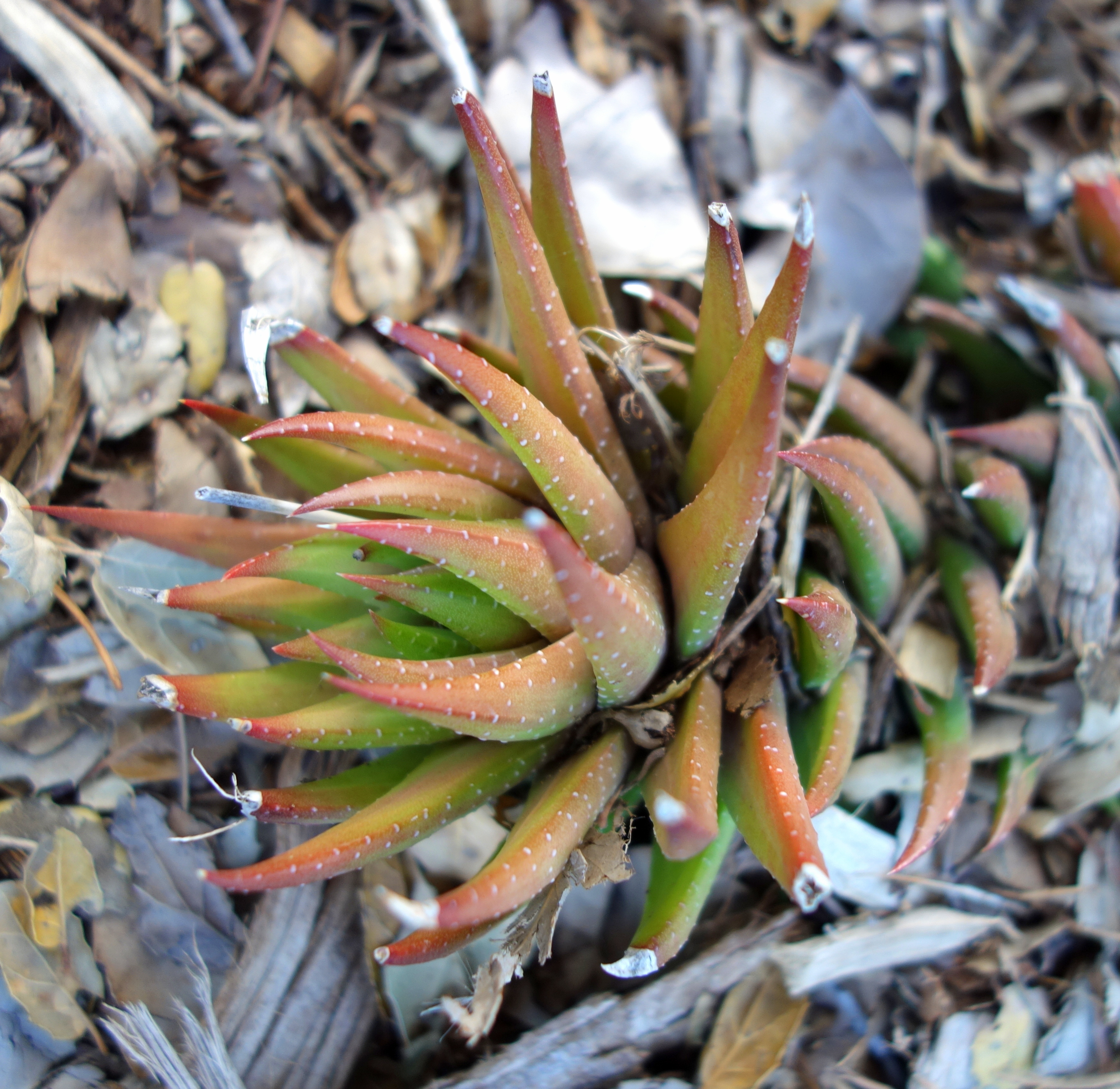

### Fordítás
- Ez a szócikk részben vagy egészben  a   Haworthiopsis coarctata című angol Wikipédia-szócikk ezen változatának fordításán alapul.  Az eredeti cikk szerkesztőit annak laptörténete sorolja fel. Ez a jelzés csupán a megfogalmazás eredetét és a szerzői jogokat jelzi, nem szolgál a cikkben szereplő információk forrásmegjelöléseként.